# Bathyphylax pruvosti
Bathyphylax pruvosti is een straalvinnige vissensoort uit de familie van driepootvissen (Triacanthodidae). De wetenschappelijke naam van de soort is voor het eerst geldig gepubliceerd in 2006 door Santini.